# Isel (Kumbria)
Isel – wieś w Anglii, w Kumbrii. Leży 33 km na południowy zachód od miasta Carlisle i 413 km na północny zachód od Londynu.